# وایسپریاخ
وایسپریاخ (به آلمانی: Weißpriach) یک منطقهٔ مسکونی در اتریش است که در ناحیه تامسوگ واقع شده‌است. وایسپریاخ ۸۰٫۲۰ کیلومتر مربع مساحت دارد ۱٬۰۹۹ متر بالاتر از سطح دریا واقع شده‌است.